# Giuseppe Mori
Giuseppe Mori (ur. 24 stycznia 1850 w Loro Piceno, zm. 30 września 1934 tamże) – włoski kardynał, wysoki urzędnik Kurii Rzymskiej.

## Życiorys
Ukończył seminarium w rodzinnej archidiecezji Fermo, a także Pontyfikalne Seminarium Rzymskie. Święcenia kapłańskie otrzymał 17 września 1874 w Rzymie. Tam też pracował duszpastersko do roku 1880. W latach 1885–1903 pracownik Świętej Kongregacji Soboru Trydenckiego. W kolejnych latach był tam audytorem. Od roku 1908 podsekretarz Świętej Kongregacji ds. Dyscypliny Sakramentów. Parę miesięcy później został również audytorem Roty Rzymskiej. Od 8 grudnia 1916 piastował urząd sekretarza Kongregacji Soboru, na którym pozostał już do śmierci.
Na konsystorzu z grudnia 1922 otrzymał kapelusz kardynalski i diakonię San Nicola in Carcere. 13 marca 1933 została ona podniesiona pro illa vice do rangi kościoła prezbiterialnego. Zmarł w swym mieście rodzinnym na chorobę serca i pochowany został na miejscowym cmentarzu.